# 엘러슬리 AFC
엘러슬리 AFC(Ellerslie Association Football Club)는 뉴질랜드 엘러슬리에 연고를 둔 축구단이다. 시니어 팀은 현재 NRFL 챔피언십에 참가하고 있다.